# جوشوا بينتون
جوشوا بينتون (بالإنجليزية: Joshua Benton)‏ هو صحفي أمريكي، ولد في 1975.